# Mariin pramen (Jeřáb)
Mariin pramen (niem. Marien Quelle; potoczna nazwa pol. Źródło Maryi) – źródło położone na wysokości 713 m n.p.m. w paśmie górskim Wysokiego Jesionika (cz. Hrubý Jeseník), w północno-wschodnich Czechach, w Sudetach Wschodnich, na Śląsku, w obrębie gminy Bělá pod Pradědem, w części (mikroregionie) Wysokiego Jesionika o nazwie Masyw Pradziada (cz. Pradědská hornatina), na północno-wschodnim stoku Jeřábu o nazwie U Kapličky, poniżej jaskini z figurą Matki Bożej.

## Historia

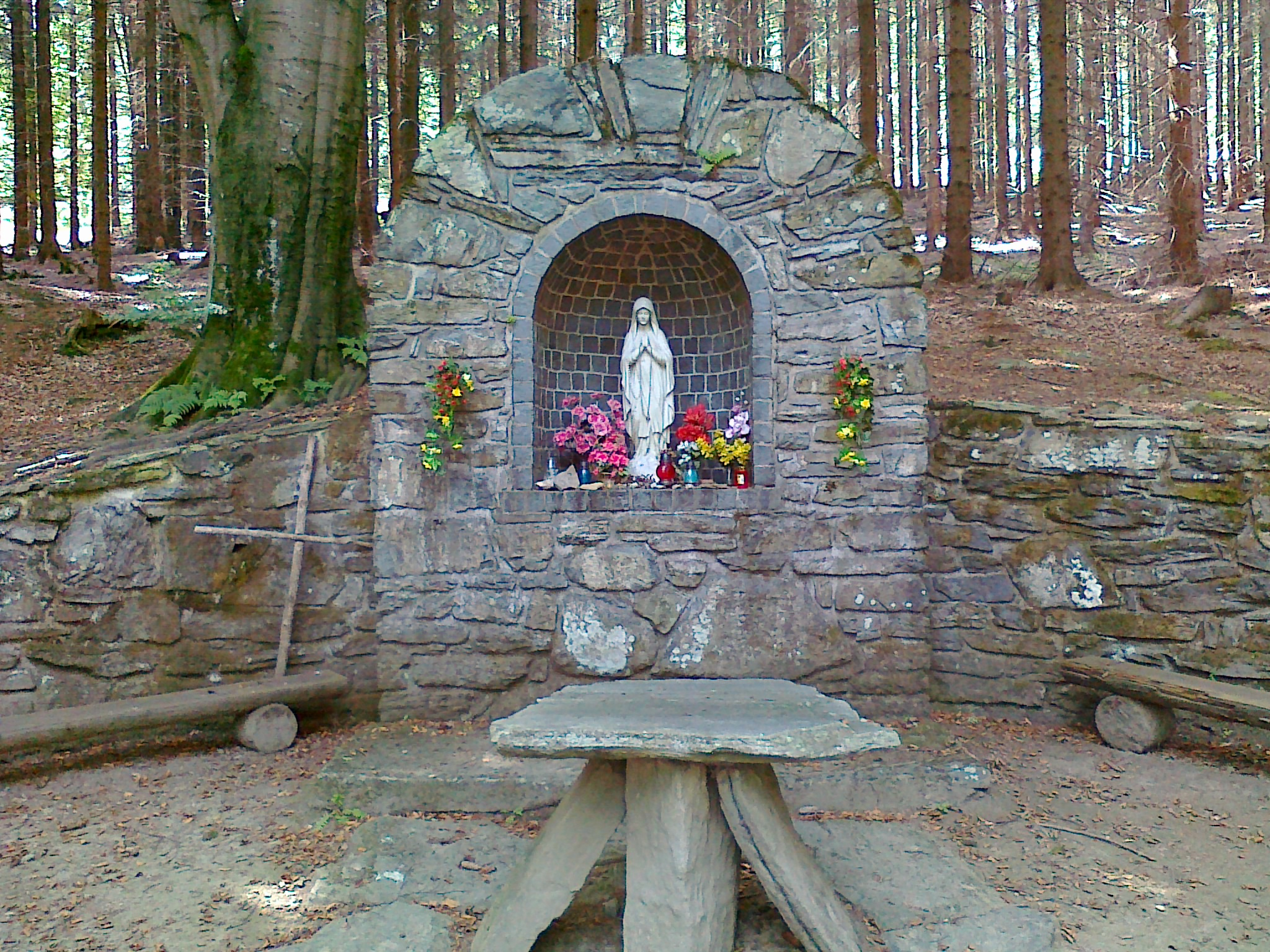
Ołtarz przed jaskinią z figurą Matki Bożej nad źródłem Mariin pramen (2015 rok)

Historia tego miejsca związana jest ze źródłem płynącym ze stoku Jeřabu, sąsiadującego z górą Velký Klín, a oddalonym o około 7,5 km na północny zachód od szczytu góry Pradziad (cz. Praděd). Przybywający tu od XIX wieku mieszkańcy pobliskiej osady Domašov zorientowali się o cudownej mocy tego źródła, bowiem wielu z nich po wypiciu lub obmyciu się zostało uzdrowionych. Z inicjatywy pobliskiej rzymskokatolickiej parafii św. Jana Chrzciciela w Domašovie (cz. Římskokatolická farnost sv. Jana Křtitele) postawiono początkowo nad źródłem w 1879 roku kamienny murek z obrazem Matki Bożej, wierząc w jej wstawiennictwo dla przybywających na to miejsce i modlących się pielgrzymów. Mariin pramen jako miejsce pielgrzymkowe miał od początku charakter lokalny, ponieważ w odległości około 4 km na zachód od niego, na stoku góry Červená hora położone jest podobne cudowne źródło Vřesová studánka, bardziej wtedy popularne i uczęszczane. W 1938 roku za namową proboszcza Aloisa Braunera miejsce to nieco przebudowano, wymieniając obraz na marmurową figurę Matki Bożej, autorstwa artysty prof. Paula Stadlera z Supíkovic. Plan przebudowy wykonał wówczas leśniczy Julius Drechsler. Całe miejsce zostało uroczyście poświęcone i przekazane 23 czerwca 1938 roku. W niektórych dniach ze skrzyżowania Drátovna wyrusza pielgrzymka do źródła, przy którym sprawowana jest polowa msza święta.

## Charakterystyka

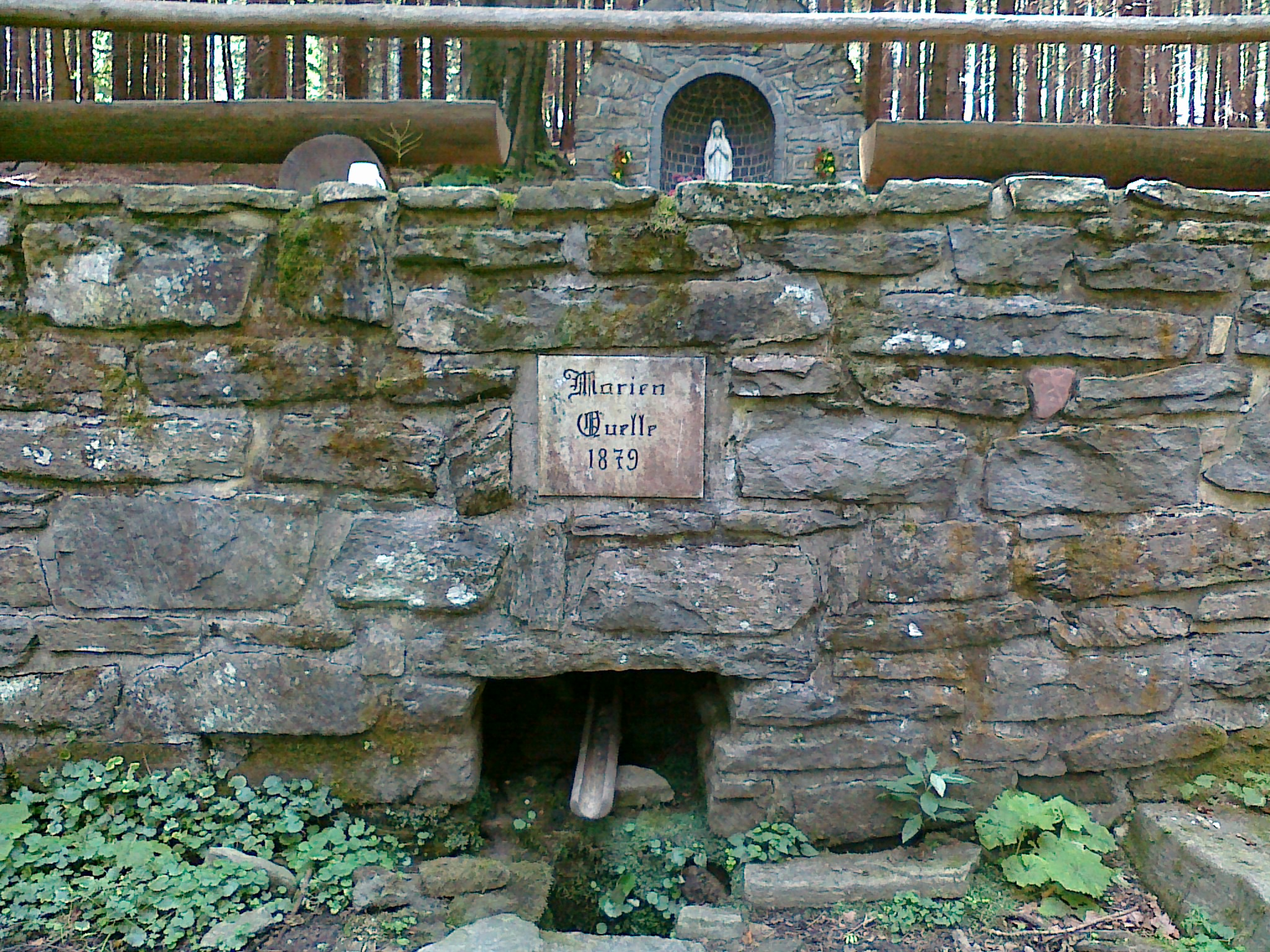
Widok na źródło Mariin pramen z tablicą pamiątkową (2015 rok)

Woda ze źródła wypływa z kamiennej rynienki umieszczonej we wnęce muru oporowego wykonanego w technice muru dzikiego, nad którym umieszczono niewielką platformę (placyk), zabezpieczoną wzdłuż drewnianą balustradą (w okresach posuchy źródło nie płynie). Nad wnęką wmurowano tablicę pamiątkową z napisem Marien Quelle 1879. 
Placyk częściowo jest otoczony kamiennym murem oporowym, wznoszącym się wraz ze stokiem Jeřábu oraz centralnie zbudowaną, niewielką kamienną jaskinią (wykonaną w technice muru dzikiego), w której umieszczono figurę Matki Bożej z białego marmuru. Przy jaskini postawiono kamienną płytę a przy niej niewielki stylizowany, kamienny stolik, będący mensą ołtarzową przy odprawianiu mszy świętych dla przybyłych pielgrzymów. Wokół placyku ustawiono ławy. Stok na którym położone jest źródło oraz jaskinia z placykiem jest pokryty gęstym borem świerkowym i z tego względu miejsce to nie jest punktem widokowym. Do placyku prowadzi około 20 m długości ścieżka ze skrzyżowania turystycznego o nazwie Mariin pramen z podaną na tablicy informacyjnej wysokością 710 m, przy żółtym szlaku turystycznym . Od szczytu Jeřáb źródło oddalone jest o około 1040 m w kierunku północno-wschodnim.

## Ochrona przyrody
Źródło znajduje się w granicach Obszaru Chronionego Krajobrazu Jesioniki (cz. Chráněná krajinná oblast (CHKO) Jeseníky), a utworzonego w celu ochrony utworów skalnych, ziemnych i roślinnych oraz rzadkich gatunków zwierząt. 

## Turystyka
Do źródła najwygodniej jest dostać się z drogi krajowej nr 44 Jesionik (cz. Jeseník) – Šumperk. Za skrzyżowaniem  z drogą nr 450 w osadzie Domašov jadąc w kierunku przełęczy Červenohorské sedlo (około 1,4 km) należy skręcić w lewo przy drogowskazie Polárka, podążając następnie żółtym szlakiem turystycznym , około 1,5 km do skrzyżowania turystycznego Mariin pramen.
Do bazy turystycznej w najbliższej osadzie Domašov jest od źródła około 1,2 km w kierunku wschodnim, do osady Filipovice z hotelem Stará pošta około 1,8 km w kierunku północno-zachodnim, a do bazy turystycznej z hotelem Červenohorské Sedlo i pensjonatami, położonymi na przełęczy Červenohorské sedlo jest od źródła około 3,4 km w kierunku południowo-zachodnim. 

### Szlaki turystyczne
Klub Czeskich Turystów (cz. Klub Českých Turistů) wytyczył do źródła jeden szlak turystyczny na trasie:
 Filipovice – Jeřáb – źródło Mariin pramen – góra Velký Klín – przełęcz Červenohorské sedlo – Kouty nad Desnou – dolina potoku Hučivá Desná – przełęcz Sedlo pod Vřesovkou – Kamenne okno – góra Červená hora – Bílý sloup

### Szlaki rowerowe
Do źródła wyznaczono dwa szlaki rowerowe na trasach:
 V Mlýnkách – góra Nad Výrovkou – góra Točník – Filipovice – Jeřáb – źródło Mariin pramen – góra Velký Klín – Pod Velkým Klínem
 Jesionik – Adolfovice – Bělá pod Pradědem – Domašov – góra Velký Klín – Jeřáb – Mariin pramen

### Trasy narciarskie
W okresie ośnieżenia do źródła Mariin pramen można dotrzeć trasą narciarstwa biegowego:
 Drátovna (chata) – Jeřáb – źródło Mariin pramen – góra Velký Klín – Pod Velkým Klínem – góra Velký Klín–JZ – góra Velký Klínovec – przełęcz Červenohorské sedlo